# Ilustração Portugueza
Ilustração Portuguesa o Ilustração Portugueza fue una revista ilustrada editada en Lisboa entre 1903 y 1924.

## Historia
Fue publicada en la ciudad portuguesa de Lisboa entre 1903 y 1924. La hemeroteca municipal de la ciudad conserva ejemplares de esta desde el 1 de noviembre de 1903 hasta el 29 de diciembre de 1923, con el número 932. Fue dirigida por José Jourvet Chaves, Carlos Malheiro Dias, José Joaquim da Silva Graça, António Ferro, António Maria de Freitas o João Ameal, entre otros. Estaba editada por el periódico O Século, del cual se consideraba un complemento.